# Série mondiale 2015
La Série mondiale 2015 est la 111e série finale des Ligues majeures de baseball. Elle couronne le grand champion de la saison 2015 du baseball majeur.
Cette série au meilleur de 7 parties est jouées du mardi 27 octobre au dimanche 1er novembre 2015. Les Royals de Kansas City, champions de la Ligue américaine, remportent la deuxième Série mondiale de leur histoire en triomphant des tenants du titre de la Ligue nationale, les Mets de New York, par quatre matchs à un. Salvador Pérez, des Royals, est joueur par excellence de la Série mondiale. Il s'agit du deuxième titre de l'histoire des Royals, qui s'ajoute à celui de 1985.
Il s'agit de la 4e série finale qui se termine en novembre plutôt qu'octobre, après les éditions de 2001, 2009 et 2010. C'est la première finale à opposer deux clubs créés après la première grande expansion des Ligues majeures de baseball en 1961, les Mets existant depuis 1962 et les Royals depuis 1969.

## Avantage du terrain
L'issue du match des étoiles 2015, disputé le 14 juillet au Great American Ball Park de Cincinnati détermine quelle ligue, Nationale ou Américaine, obtient l'avantage du terrain pour la Série mondiale 2015. Victorieuse 6-3 dans la partie d'étoiles de mi-saison, la Ligue américaine s'assure que son club champion sera l'hôte des matchs 1 et 2 de la finale, ainsi que des matchs 6 et 7 s'ils s'avèrent nécessaires.

## Équipes en présence
Les participants à la Série mondiale 2015 sont les équipes victorieuses des séries de championnat de la Ligue nationale et de la Ligue américaine, disputées dans les jours d'octobre précédents.

### Royals de Kansas City
Les Royals de Kansas City sont champions de la Ligue américaine et participent à la Série mondiale pour la deuxième année consécutive. Il s'agit de leur 4e finale, ayant remporté leur seul titre en Série mondiale 1985 sur Saint-Louis, tandis que leurs deux défaites ont été encaissées aux mains des Phillies de Philadelphie en Série mondiale 1980 et des Giants de San Francisco en Série mondiale 2014.
En saison régulière 2015, les Royals ont la meilleure fiche de la Ligue américaine avec 95 victoires et 67 défaites, soit 6 succès de plus que la saison précédente et leur meilleure performance depuis 1980. Avec 12 matchs gagnés de plus que leurs plus proches poursuivants, les Twins du Minnesota, les Royals décrochent facilement la première place de la division Centrale de la Ligue américaine pour un premier titre de section depuis 1985 et se qualifient en éliminatoires pour la deuxième année de suite. 
Passés à seulement 6 retraits de l'élimination en Série de divisions, les Royals remportent les deux derniers matchs pour triompher des Astros de Houston trois matchs à deux. Ils remportent ensuite 4 matchs à deux la Série de championnat de la Ligue américaine contre les Blue Jays de Toronto.

### Mets de New York

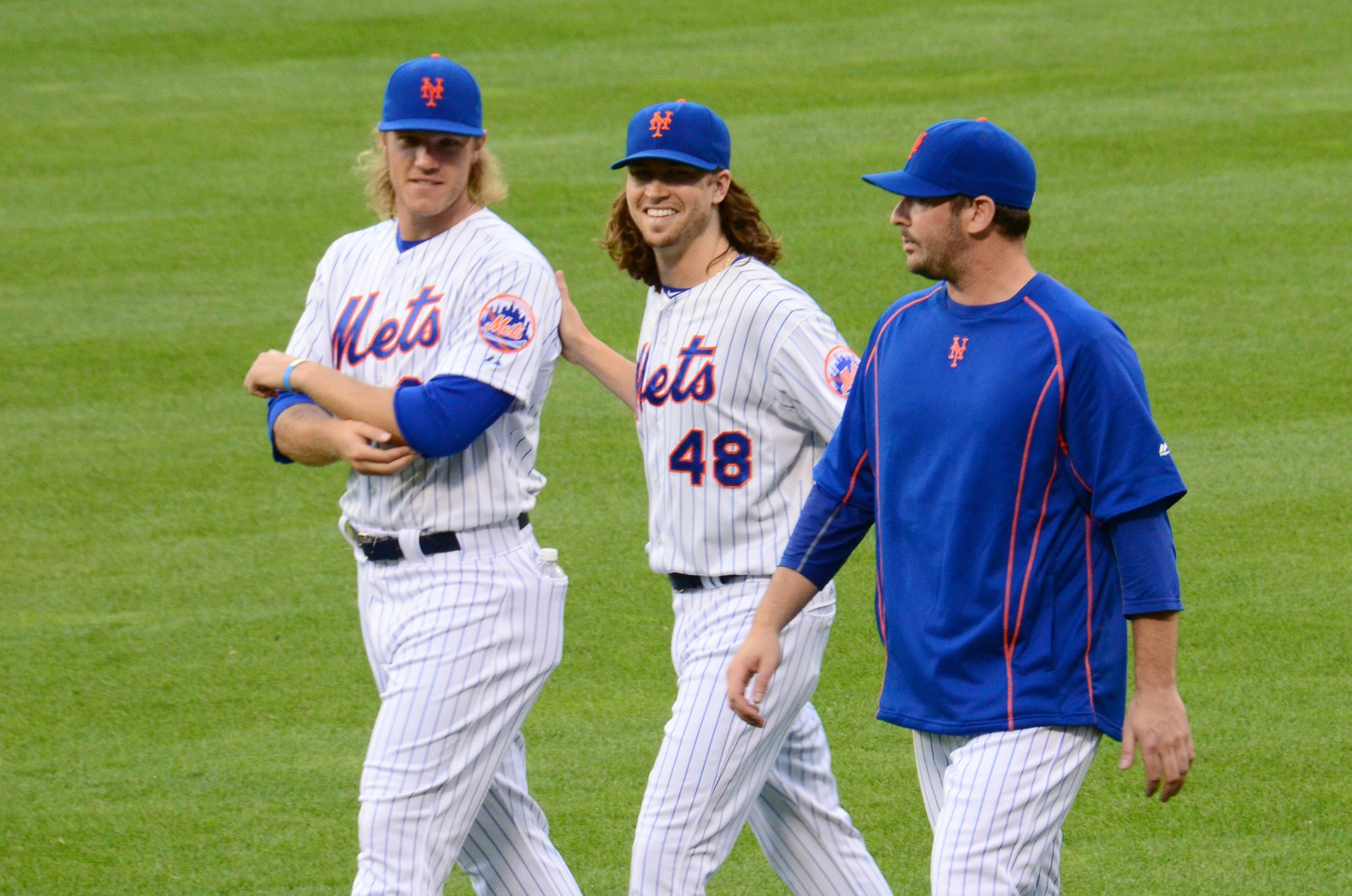
Noah Syndergaard, Jacob deGrom et Matt Harvey des Mets de New York.

Avec 90 victoires contre 72 défaites en 2015, les Mets de New York signent 11 succès de plus qu'en 2014, savourent leur première saison gagnante depuis 2008, remportent leur premier titre de la division Est de la Ligue nationale et décrochent leur première qualification en éliminatoires depuis 2006. Menés par une talentueuse rotation de lanceurs partants composée de Jacob deGrom, Matt Harvey et Noah Syndergaard, les Mets en arrachent en offensive jusqu'à ce que celle-ci soit revitalisée, par l'addition de joueurs tels Yoenis Céspedes vers la mi-saison. Gagnants de 36 matchs sur 55 après le 1er août, les Mets terminent en tête de leur division, laissant les Nationals de Washington sept matchs derrière. 
Ils amorcent leurs premières séries éliminatoires en 9 ans par une victoire, 3 matchs à deux, sur les Dodgers de Los Angeles en Série de divisions. Puis ils remportent 4 matchs sur 4 en Série de championnat, éliminant les Cubs de Chicago pour remporter leur premier titre de la Ligue nationale en 15 ans. 
Les Mets participent à la Série mondiale pour la 5e fois de leur histoire. Alors que les Royals sont en quête d'un premier titre depuis 1985, les Mets n'ont pas décroché cet honneur depuis la Série mondiale 1986. New York a remporté les Séries mondiales de 1969 et 1986, mais perdu celles de 1973 et 2000.

### Affrontements précédents
Les Royals et les Mets ne se sont jamais affrontés auparavant en séries éliminatoires. Ils n'ont joué l'un contre l'autre en saison régulière qu'à 9 reprises depuis le début des matchs interligues en 1997 : les Royals ont remporté 5 de ces affrontements, dont deux des trois derniers programmés à New York en 2013.

## Déroulement de la série

### Calendrier des rencontres
Il s'agit d'une série au meilleur de sept parties. La première équipe à remporter quatre parties de Série mondiale est sacrée championne. 
| Match | Date         | Visiteur              | Hôte                  | Score              |
| ----- | ------------ | --------------------- | --------------------- | ------------------ |
| 1     | 27 octobre   | Mets de New York      | Royals de Kansas City | 4 - 5 (14 manches) |
| 2     | 28 octobre   | Mets de New York      | Royals de Kansas City | 1 - 7              |
| 3     | 30 octobre   | Royals de Kansas City | Mets de New York      | 3 - 9              |
| 4     | 31 octobre   | Royals de Kansas City | Mets de New York      | 5 - 3              |
| 5     | 1er novembre | Royals de Kansas City | Mets de New York      | 7 - 2 (12 manches) |

### Match 1
Mardi 27 octobre 2015 au Kauffman Stadium, Kansas City, Missouri.
| Mets de New York | 0 | 0 | 0 | 1 | 1 | 1 | 0 | 1 | 0 | 0 | 0 | 0 | 0 | 0 | 4 | 11 | 1 |
| Royals de Kansas City | 1 | 0 | 0 | 0 | 0 | 2 | 0 | 0 | 1 | 0 | 0 | 0 | 0 | 1 | 5 | 11 | 1 |
| Lanceurs partants : NYM : Matt Harvey KC : Edinson Volquez Vic. : Chris Young (1-0) Déf. : Bartolo Colón (0-1) HRs : NYM : Curtis Granderson (1) KC : Alcides Escobar (1), Alex Gordon (1) |   |   |   |   |   |   |   |   |   |   |   |   |   |   |   |    |   |

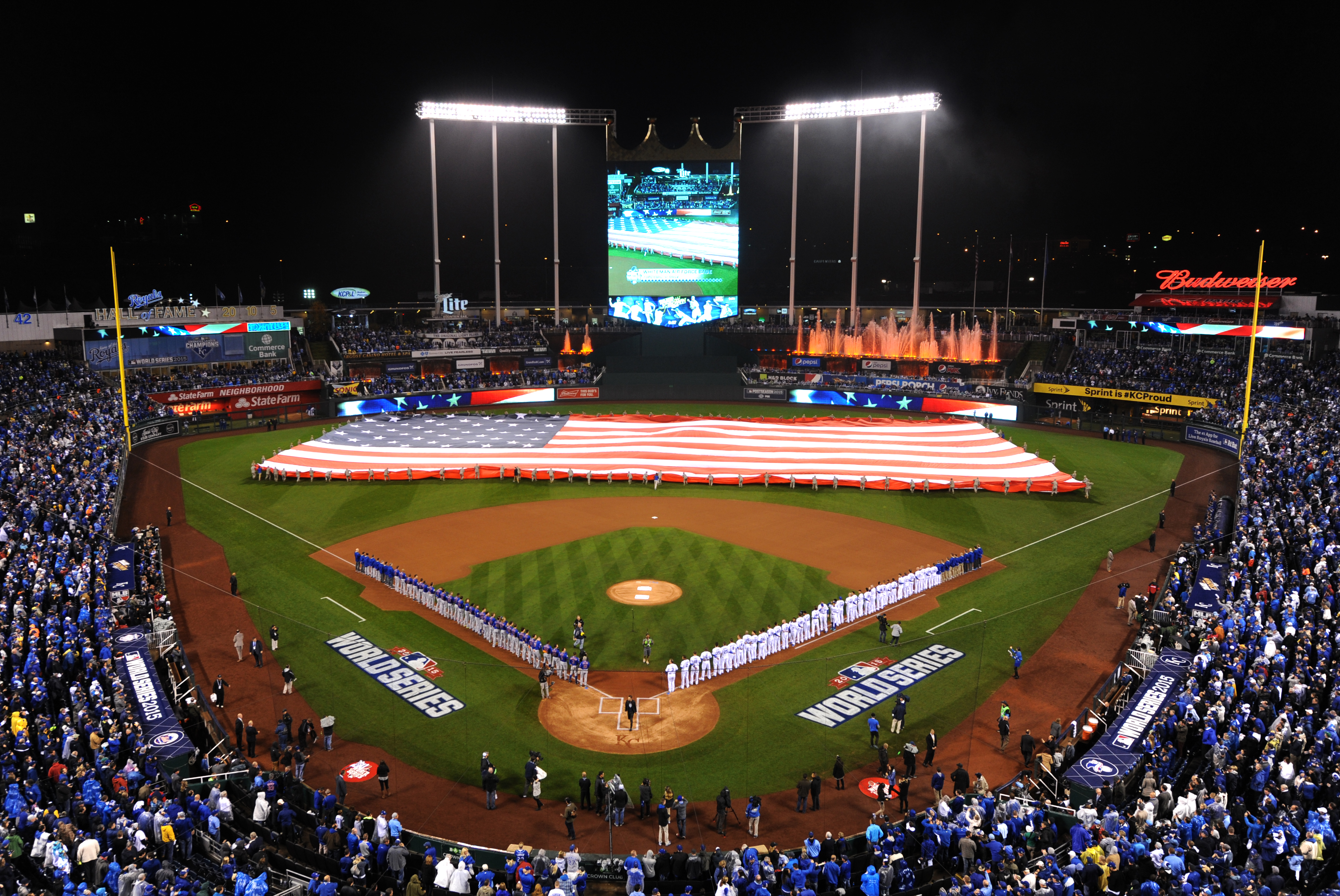
Cérémonies d'avant-match le 28 octobre 2015 au Kauffman Stadium.

Premier frappeur des Royals en fin de première manche, Alcides Escobar réussit le 12e circuit intérieur de l'histoire des Séries mondiales lorsqu'il contourne les sentiers après un coup frappé entre les voltigeurs de gauche et de centre, Michael Conforto et Yoenis Céspedes. 
Menés 3-1, les Royals créent l'égalité avec deux points en fin de 6e manche, pour voir les Mets reprendre les devants, 4-3, en début de 8e lorsqu'une erreur du joueur de premier but Eric Hosmer sur une balle frappée par Wilmer Flores permet à Juan Lagares de marquer. 
En fin de 9e, le stoppeur des Mets Jeurys Familia, qui n'avait jamais accordé de point en éliminatoires, est victime d'un coup de circuit d'Alex Gordon. Gordon frappe le premier circuit qui égale un match de finale en fin de 9e depuis celui de Scott Brosius en Série mondiale 2001.
Le match s'étire jusqu'en 14e manche. Au monticule, Chris Young, 36 ans, fait ses débuts en Série mondiale et lance pour Kansas City 3 manches sans accorder de point ni de coup sûr. Pour les Mets, Bartolo Colón, 42 ans, apparaît lui aussi pour la première fois dans un match de Série mondiale. En fin de 14e, une erreur du joueur de troisième but des Mets, David Wright, permet à Alcides Escobar d'être sauf au premier but et il marque le point gagnant sur un ballon sacrifice d'Eric Hosmer, qui rachète ainsi son erreur commise plus tôt.

#### Records et faits notables

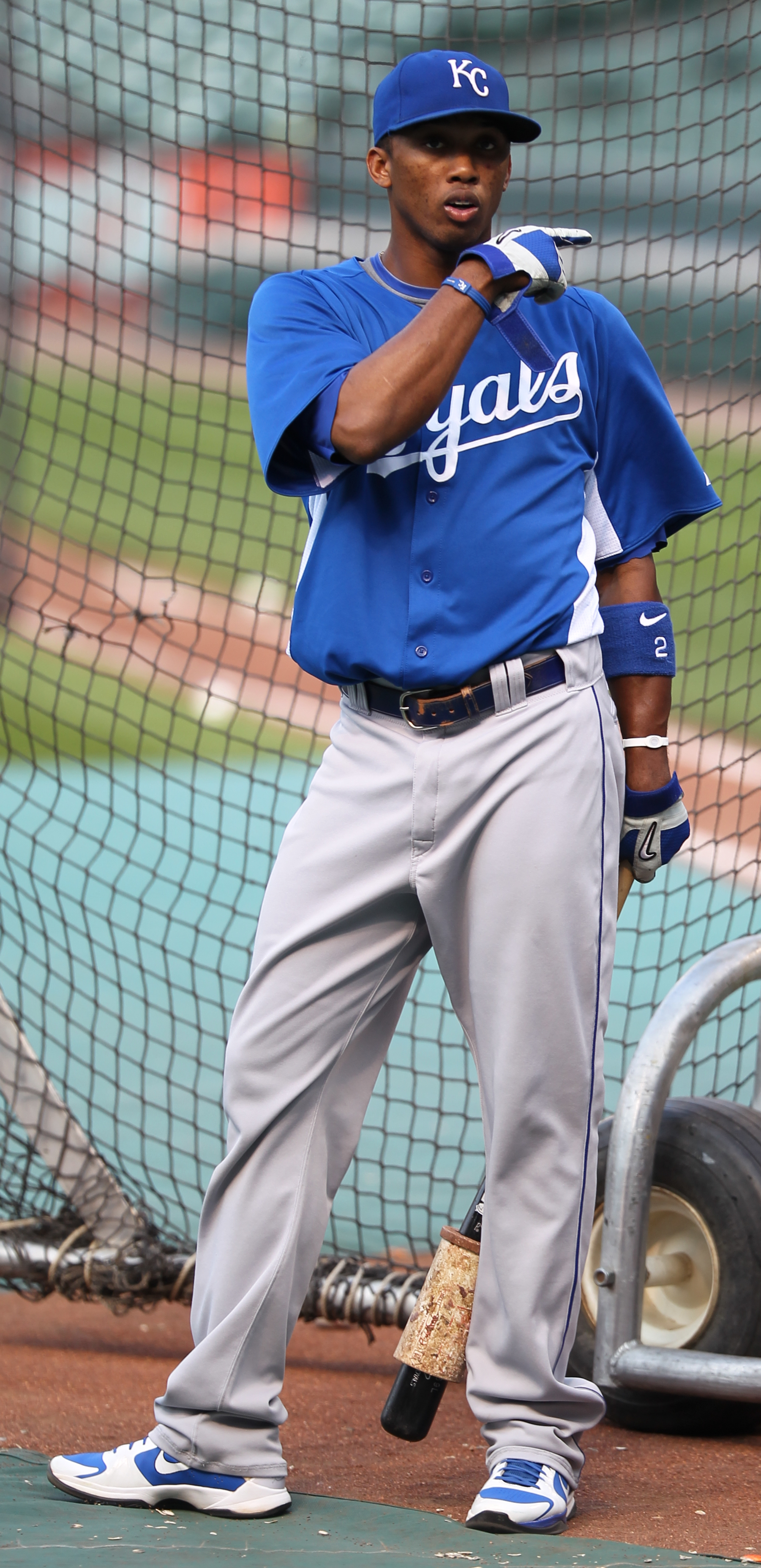
Alcides Escobar des Royals de Kansas City frappe un circuit à l'intérieur du terrain lors du match 1.

Douzième de l'histoire des Séries mondiales, le circuit à l'intérieur du terrain d'Alcides Escobar, des Royals, est le premier circuit intérieur en grande finale depuis celui de Mule Haas des Athletics de Philadelphie lors de la Série mondiale 1929, du second réussi comme premier frappeur de son équipe depuis Patsy Dougherty des Americans de Boston en Série mondiale 1903 et du premier réussi dans le premier match d'une Série mondiale depuis Casey Stengel des Giants de New York en 1923.
Cette rencontre représente le plus long match numéro 1 de Série mondiale dans l'histoire, aucun des précédents n'ayant excédé 12 manches. Les 14 manches jouées égalent le record du plus grand nombre pour un match de Série mondiale, après le 4e match de la Série mondiale 1916 et le 3e de la Série mondiale 2005, mais les 5 heures et 9 minutes de jeu de ce premier match Royals-Mets ne battent pas le record de 5 heures et 41 minutes établi en 2005 par les Astros de Houston et les White Sox de Chicago.
Les deux joueurs par excellence des Séries de championnat 2015, Alcides Escobar des Royals et Daniel Murphy des Mets, allongent à 11 et 10 leurs séries respectives de matchs éliminatoires avec au moins un coup sûr,. Murphy voit en revanche s'arrêter sa série record de 6 matchs éliminatoires avec un circuit. 
Pour Kansas City, Paulo Orlando devient le premier Brésilien de l'histoire à jouer dans une Série mondiale.
Avec cette défaite, les Mets n'ont toujours jamais gagné un premier match de Série mondiale.

#### Télédiffusion
À 21 heures 19 HAE, alors que le match est en fin de 4e manche, la télédiffusion par Fox Sports est brutalement interrompue par ce que le réseau décrit comme une panne de deux génératrices dans son camion de diffusion à Kansas City. Fox ne diffuse plus pendant 4 minutes, privant les téléspectateurs d'un passage au bâton avant que les images pour les spectateurs hors des États-Unis soient mises en ondes. L'incident technique a des conséquences sur le match puisque les deux gérants, Ned Yost pour les Royals et Terry Collins pour New York, doivent accepter de poursuivre le jeu sans possibilité de recourir à l'arbitrage vidéo, puisque les images utilisées dans la salle de reprise vidéo à New York sont celles du réseau Fox. Le jeu est interrompu 7 minutes, durant lesquelles Joe Torre, un des dirigeants de la MLB assistant au match, descend sur le terrain pour gérer la situation avec le groupe d'arbitres en fonction.

### Match 2
Mercredi 28 octobre 2015 au Kauffman Stadium, Kansas City, Missouri.
| Mets de New York                                                                                             | 0 | 0 | 0 | 1 | 0 | 0 | 0 | 0 | 0 | 1 | 2  | 1 |
| Royals de Kansas City                                                                                        | 0 | 0 | 0 | 0 | 4 | 0 | 0 | 3 | X | 7 | 10 | 0 |
| Lanceurs partants : NYM : Jacob deGrom KC : Johnny Cueto Vic. : Johnny Cueto (1-0) Déf. : Jacob deGrom (0-1) |   |   |   |   |   |   |   |   |   |   |    |   |

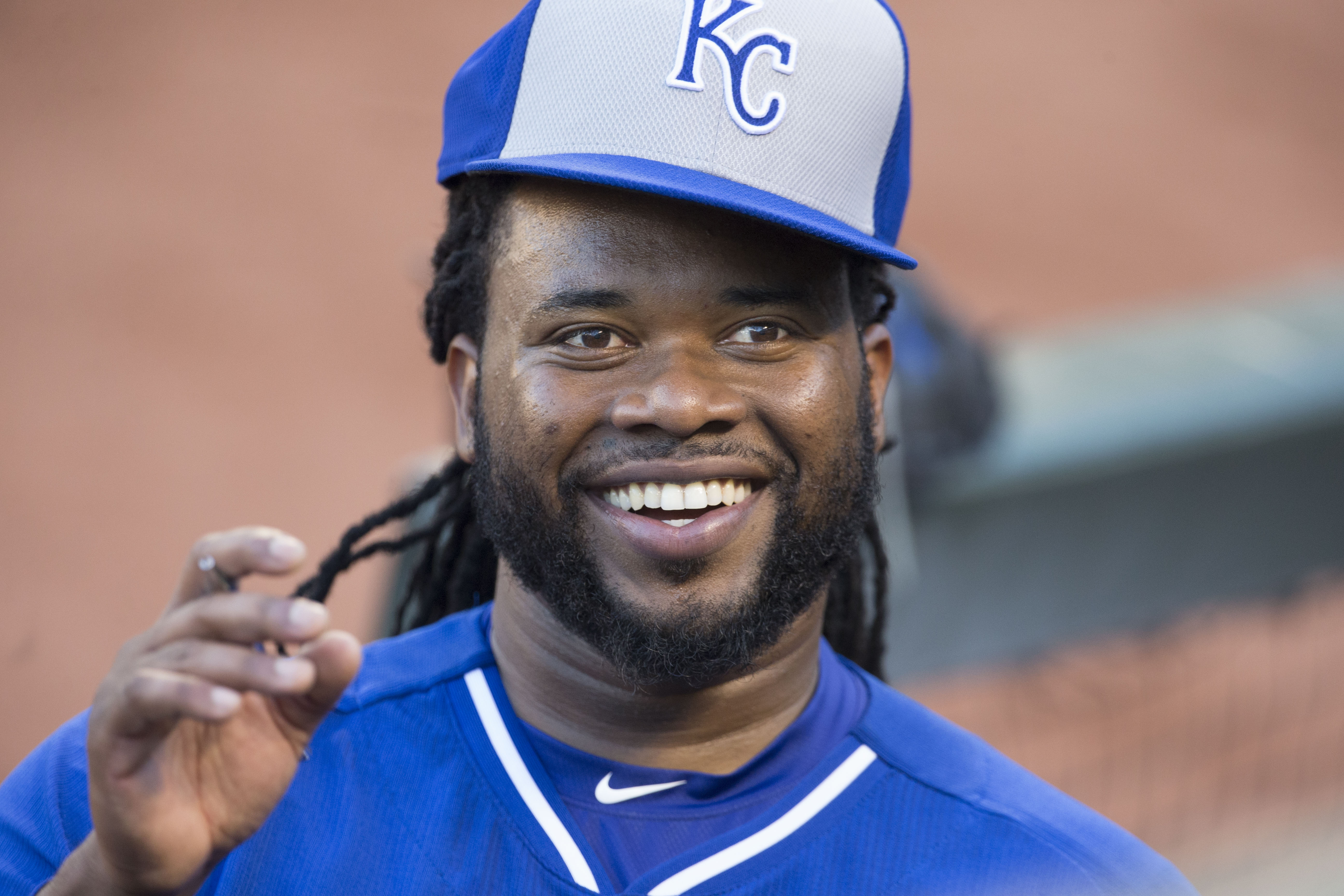
Johnny Cueto des Royals de Kansas City est le lanceur partant lors du match 2.

Johnny Cueto, des Royals, est le premier lanceur de la Ligue américaine à réaliser un match complet en Série mondiale depuis Jack Morris pour Minnesota dans le dernier match de la finale de 1991. Il n'accorde qu'un point et deux coups sûrs à Lucas Duda. De la fin de la 4e manche à l'avant-dernier frappeur du match, Cueto retire 15 Mets de suite. 
Kansas City marque 4 points en 5e manche contre le lanceur Jacob deGrom et prend les devants sur un simple de deux points d'Eric Hosmer. Les Royals en ajoutent 3 en 8e manche dans cette victoire de 7-1, couronnée par un triple productif d'Escobar. Ce dernier et Hosmer terminent le match avec deux coups sûrs et deux points produits chacun.

### Match 3
Vendredi 30 octobre 2015 au Citi Field, New York, New York.
| Royals de Kansas City | 1 | 2 | 0 | 0 | 0 | 0 | 0 | 0 | 0 | 3 | 7  | 0 |
| Mets de New York | 2 | 0 | 2 | 1 | 0 | 4 | 0 | 0 | X | 9 | 12 | 0 |
| Lanceurs partants : KC : Yordano Ventura NYM : Noah Syndergaard Vic. : Noah Syndergaard (1-0) Déf. : Yordano Ventura (0-1) HRs: NYM : David Wright (1), Curtis Granderson (2) |   |   |   |   |   |   |   |   |   |   |    |   |

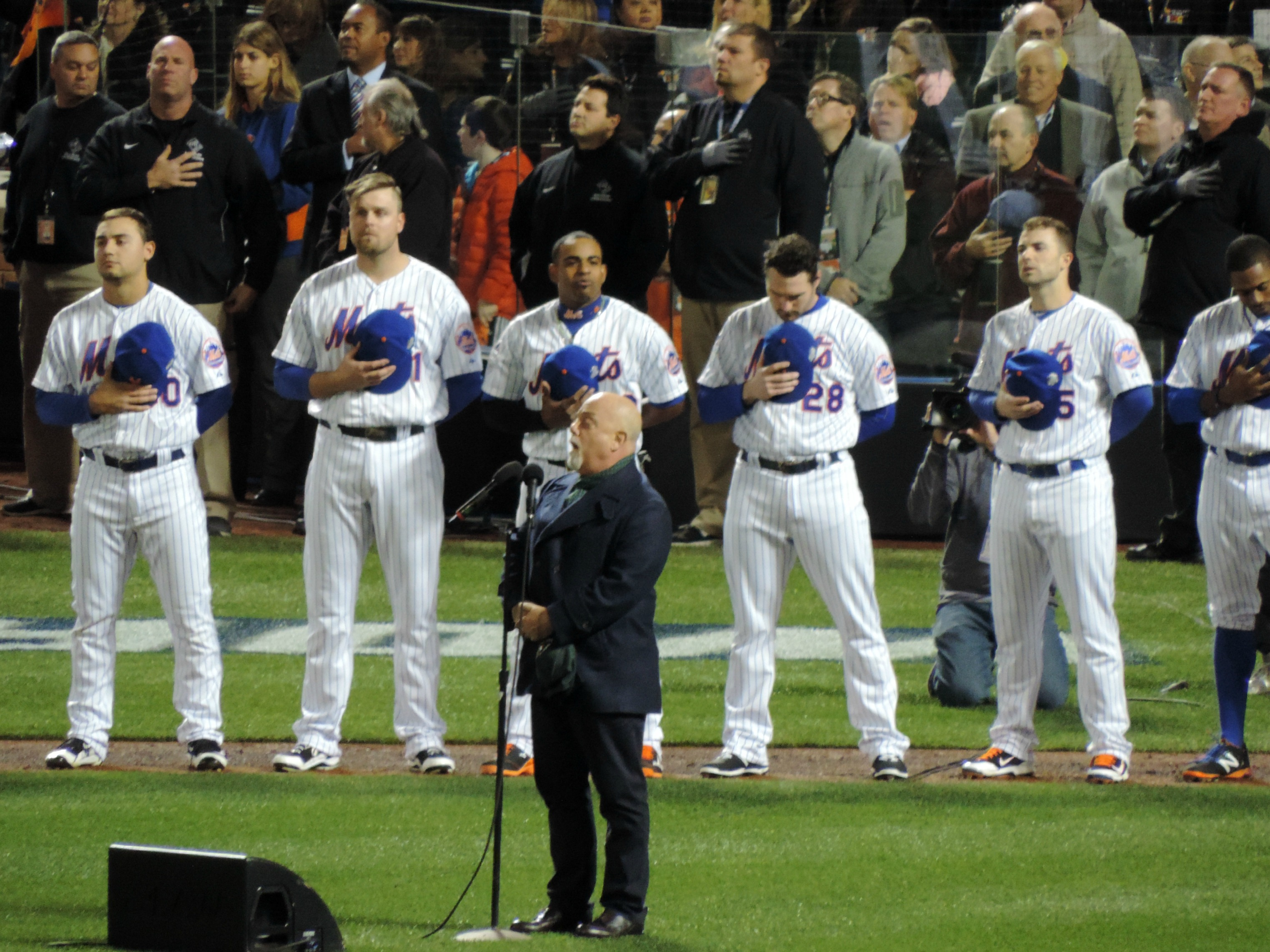
Billy Joel chante l'hymne national avant le 3e match. À l'arrière-plan de gauche à droite : les joueurs des Mets Michael Conforto, Lucas Duda, Yoenis Céspedes, Daniel Murphy, David Wright et Curtis Granderson.

Ce match est le premier de Série mondiale à être disputé à Citi Field, stade inauguré en 2009.
Le capitaine des Mets David Wright mène l'attaque avec 4 points produits, dont deux sur un coup de circuit, dans une victoire de 9-3. 
Face à l'équipe des majeures étant le moins souvent retirée sur des prises, Noah Syndergaard enregistre 6 retraits sur des prises en 6 manches, alors que ses coéquipiers lanceurs partants Matt Harvey et Jacob deGrom n'en avaient réussi que 4 en 11 manches lancées lors des deux matchs au domicile des Royals. Après un début difficile où il accorde 3 points en deux manches, Syndergaard se ressaisit et protège l'avance de 5-3 que les Mets obtiennent en 4e sur le deuxième circuit de la série de Curtis Granderson. En début de 6e, Syndergaard force Alex Ríos à frapper un faible roulant qui met fin à la manche alors que les buts sont remplis, et les Mets enchaînent avec une poussée de 4 points à la demi-manche suivante.

### Match 4
Samedi 31 octobre 2015 au Citi Field, New York, New York.
| Royals de Kansas City | 0 | 0 | 0 | 0 | 1 | 1 | 0 | 3 | 0 | 5 | 9 | 0 |
| Mets de New York | 0 | 0 | 2 | 0 | 1 | 0 | 0 | 0 | 0 | 3 | 6 | 2 |
| Lanceurs partants : KC : Chris Young NYM : Steven Matz Vic. : Ryan Madson (1-0) Déf. : Tyler Clippard (0-1) Sauv. : Wade Davis (1) HRs: NYM : Michael Conforto (1, 2) |   |   |   |   |   |   |   |   |   |   |   |   |

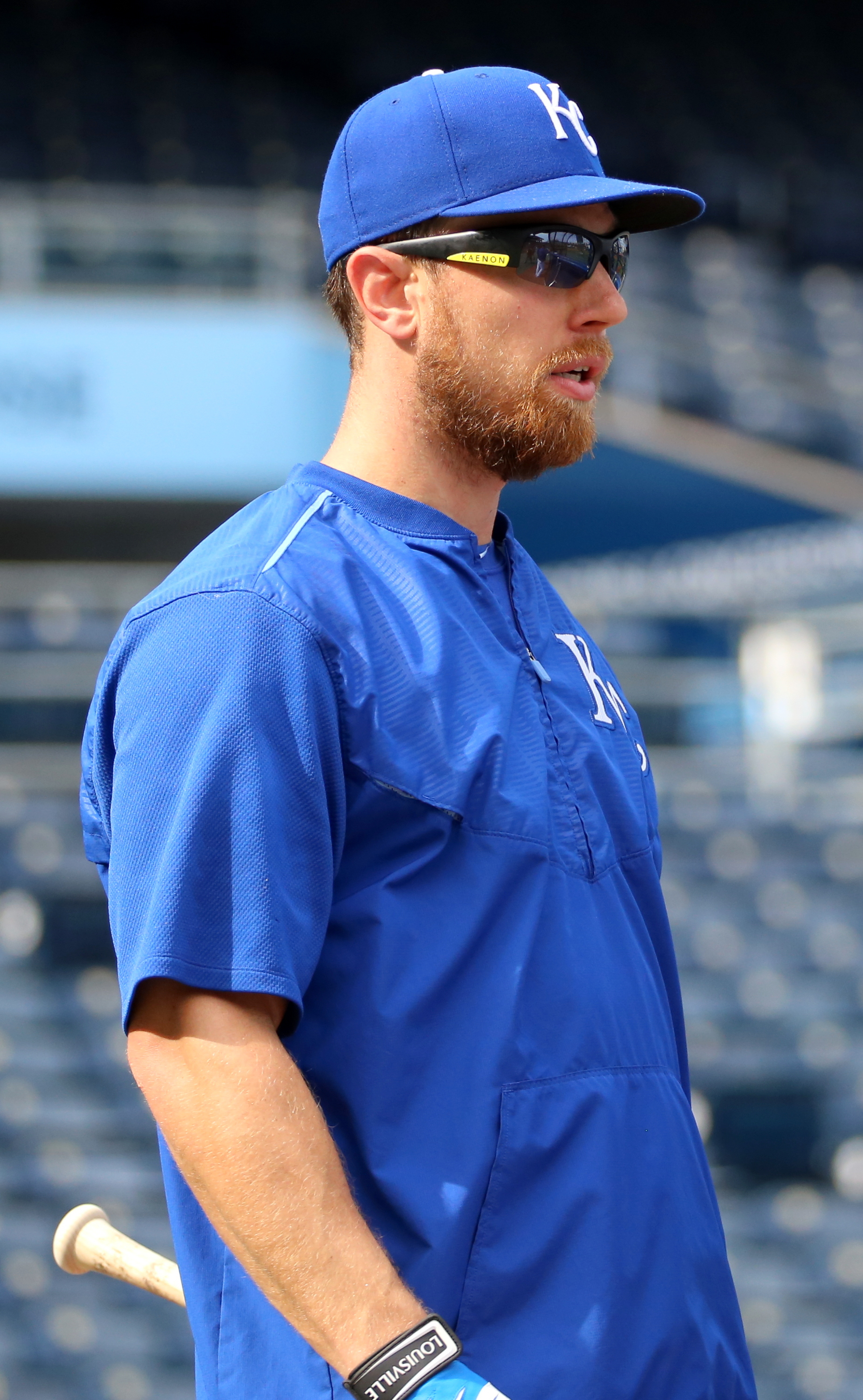
Ben Zobrist.

Les Royals infligent aux Mets une douloureuse défaite de 5-3 grâce à une poussée de 3 points en début de 8e manche. Le releveur Tyler Clippard accorde des buts-sur-balles à Ben Zobrist et Lorenzo Cain, ce qui incite les Mets à dépêcher leur stoppeur Jeurys Familia. Ce dernier force les deux frappeurs qui suivent à cogner des roulants : le premier, celui d'Eric Hosmer, passe sous le gant de Daniel Murphy. Cette erreur du joueur de deuxième but permet à Zobrist de marquer, ce qui crée l'égalité 3-3. Puis un roulant de Mike Moustakas vers le deuxième but perce l'avant-champ pour faire compter Cain. Salvador Pérez enchaîne avec un simple pour faire 5-3 Royals. 
Les Mets menacent en fin de 9e manche grâce aux simples de Daniel Murphy et Yoenis Céspedes, mais leurs espoirs sont anéantis lorsque Lucas Duda frappe dans un double jeu qui met fin au match. Wade Davis réalise pour les Royals son deuxième sauvetage de 6 retraits des éliminatoires de 2015,.
Pour New York, Michael Conforto devient dans ce match le premier joueur recrue à frapper deux coups de circuit en Série mondiale depuis Andruw Jones pour les Yankees de New York en 1996.
Pour Kansas City, Ben Zobrist égale un record des majeures établi par Albert Pujols et David Freese pour les Cardinals de Saint-Louis de 2011 en cognant son 8e double des présentes séries éliminatoires, tandis que son coéquipier Alcides Escobar dépasse Lorenzo Cain avec la plus longue série de matchs éliminatoires consécutifs avec au moins un coup sûr, réalisant le nouveau record d'équipe de 14 matchs.

### Match 5
Dimanche 1er novembre 2015 au Citi Field, New York, New York.
| Royals de Kansas City | 0 | 0 | 0 | 0 | 0 | 0 | 0 | 0 | 2 | 0 | 0 | 5 | 7 | 10 | 1 |
| Mets de New York | 1 | 0 | 0 | 0 | 0 | 1 | 0 | 0 | 0 | 0 | 0 | 0 | 2 | 4  | 2 |
| Lanceurs partants : KC : Edinson Volquez NYM : Matt Harvey Vic. : Luke Hochevar (1-0) Déf. : Addison Reed (0-1) HRs: NYM : Curtis Granderson (3) |   |   |   |   |   |   |   |   |   |   |   |   |   |    |   |

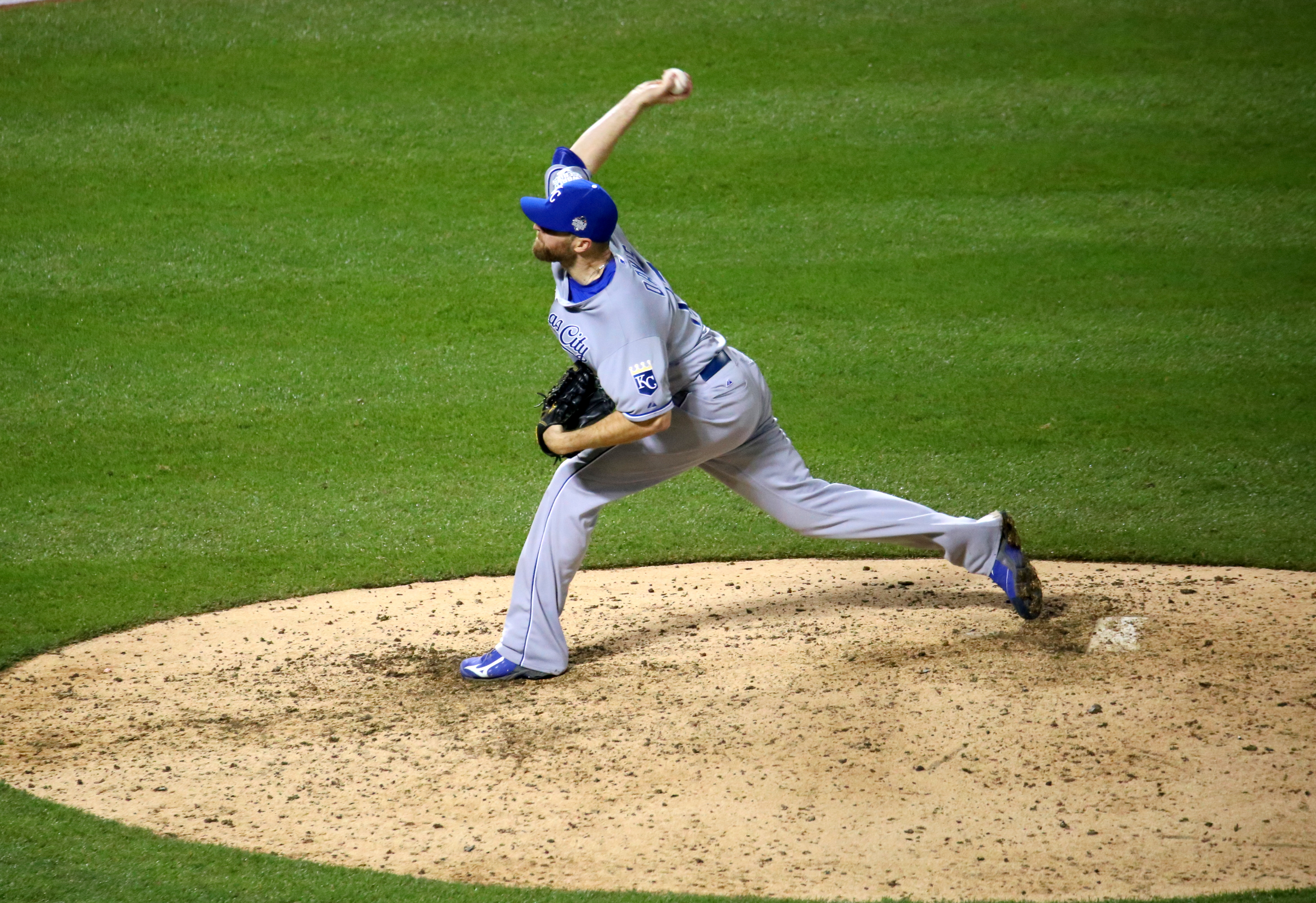
Sur cette photo, Wade Davis décoche le dernier lancer de la Série mondiale 2015.

Malgré l'excellent travail accompli en général par le partant des Royals Edinson Volquez, les Mets prennent les devants 2-0 sur un circuit de Curtis Granderson, leur premier frappeur du match, puis un ballon sacrifice de Lucas Duda qui fait marquer Granderson en 6e manche. 
Au monticule pour les Mets, le lanceur partant Matt Harvey est brillant : après 8 manches, il n'a accordé que 4 coups sûrs, aucun point, et il compte 9 retraits sur des prises. Son club en avant 2-0, le gérant des Mets Terry Collins s'apprête à envoyer son stoppeur Jeurys Familia dans la rencontre en début de 9e manche pour protéger la victoire. Mais Matt Harvey proteste la décision,, et, devant son insistence et les clameurs de la foule, Collins accepte de le renvoyer au monticule en 9e manche, une décision qui se retourne contre les Mets,,. Le premier frappeur, Lorenzo Cain, soutire à Harvey un but-sur-balles, vole le deuxième but et marque sur un double d'Eric Hosmer. Familia est alors amené dans la rencontre : il force 3 retraits sur des roulants cognés à l'avant-champ, mais le second, celui de Salvador Pérez, permet aux Royals de niveler le score, 2-2. Sur le jeu, Eric Hosmer surprend la défensive des Mets en fonçant vers le marbre, un jeu audacieux qui force le joueur de premier but Lucas Duda à effectuer un relais vain et hors-cible en direction du receveur. Incapable de préserver l'avance, Familia égale un record des majeures avec 3 sabotages dans une même Série mondiale, lui qui n'avait gâché que 5 avances durant toute la saison régulière. 
Après que Kelvin Herrera eut retiré les Mets dans l'ordre en fin de 9e manche, Familia se débarrasse des Royals sans problème en 10e et Jon Niese résiste en 11e, tandis que pour Kansas City Luke Hochevar n'accorde pas de points durant deux manches. En début de 12e manche, le premier frappeur Salvador Pérez réussit un simple aux dépens du nouveau lanceur Addison Reed. Pérez est remplacé par le coureur suppléant Jarrod Dyson, qui vole le deuxième but. Christian Colón, un frappeur suppléant qui obtient son premier passage au bâton depuis le dernier match de la saison régulière le 4 octobre, cogne un simple qui fait marquer Dyson et donne aux Royals les devants, 3-2. Une erreur du joueur de deuxième but de Mets, Daniel Murphy, sur une balle à double jeu potentielle et deux doubles (ceux d'Alcides Escobar et Lorenzo Cain) plus tard, Kansas City a inscrit 5 points et mène le match 7-2. 

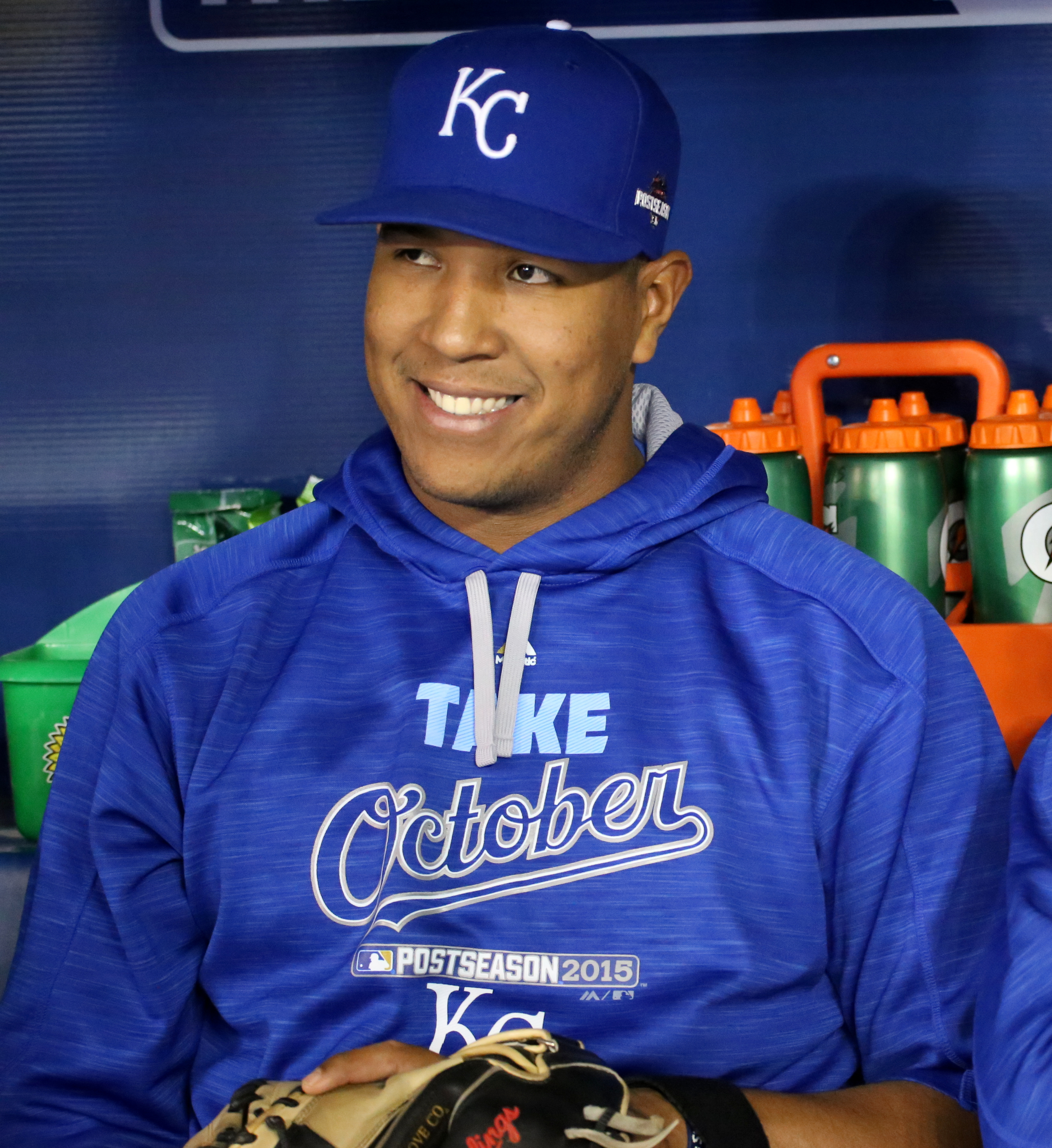
Salvador Pérez.

Avec Drew Butera remplaçant Pérez derrière le marbre en fin de 12e manche, Wade Davis accorde un coup sûr mais retire sur des prises trois frappeurs des Mets, mettant fin à la saison en éliminant Wilmer Flores. Les Royals sont champions du monde pour la seconde fois de leur histoire et pour la première fois depuis 1985. Les Royals sont l'une des rares équipes, et la première depuis les Angels d'Anaheim en 2002, à remporter leurs quatre victoires en Série mondiale après être revenus de l'arrière.

## Joueur par excellence
Le receveur Salvador Pérez des Royals de Kansas City est élu joueur par excellence de la Série mondiale après avoir frappé 8 coups sûrs en 22 présences au bâton pour une moyenne de ,364 durant la série finale. Il affiche également un pourcentage de présence sur les buts de ,391 dans les 5 matchs face aux Mets. 
Pérez est le 7e receveur à être nommé meilleur joueur d'une Série mondiale et le premier depuis Pat Borders en Série mondiale 1992 pour les Blue Jays de Toronto. Il est aussi le second vénézuélien à mériter l'honneur, après son compatriote Pablo Sandoval pour les Giants de San Francisco en Série mondiale 2012. Fait inédit, Pérez reçoit l'honneur après avoir été le dernier joueur retiré lors de la série finale précédente : il avait en effet soulevé une balle vers Sandoval, des Giants, au dernier jeu de la Série mondiale 2014.

## Référence culturelle
Dans le film Retour vers le futur 2 (sorti en 1989 et réalisé par Robert Zemeckis), Marty McFly, lors de son arrivée à Hill Valley de l'année 2015, découvre que la série mondiale a été gagnée par les Cubs de Chicago contre les Marlins de Miami. Il s'exclame alors "Quoi ? Les Cubs gagnent le championnat de baseball ?! Mais ils sont nuls ! Contre Miami ? Ils ont une équipe à Miami ?". En effet, la franchise de Floride n'a été fondée qu'en 1993. Ironiquement, les Cubs ont remporté le championnat l'année suivante, après 71 ans d'absence en séries !